# Afrikaspiele 2027
Die XIV. Afrikaspiele 2027 (französisch XIVèmes Jeux africains 2027, englisch 14th African Games 2027) sind eine geplante Sportveranstaltung und sollen im Jahr 2027 in der ägyptischen Hauptstadt Kairo ausgetragen werden. Sie werden von der  Association of National Olympic Committees of Africa (ANOCA) organisiert.

## Bewerber
Diverse Staaten hatten (Stand November 2023) ihr Interesse für eine Austragung der Afrikaspiele 2027 bekundet. Schlussendlich fand die Vergabe Mitte Dezember 2023 statt, wobei nur noch Ägypten und die Demokratische Republik Kongo als Bewerber verblieben waren. Sie erhielten die Zuschläge für die Spiele 2027 bzs. 2031.
- Burkina Faso[2]
- Ägypten
- Demokratische Republik Kongo – Bewerbung im Oktober 2023 eingereicht[3]
- Simbabwe[4][5]